# Batanovci
Batanovci (bulharsky Батановци) je město ležící v západním Bulharsku, na soutoku řek Struma a Konska, u nejzápadnějšího úpatí pohoří Golo Bărdo. Nachází se 7 km západně od Perniku, správního střediska stejnojmenné obštiny, a má zhruba dva tisíce obyvatel.

## Historie
Historie sídla má úzkou spojitost s jeho názvem. V řeckých pramenech nalezneme, že „bylo užitečné rozptýlit Pečenhy po prázdných polích Bulharska … vládce Bulharů Basileios mnich zvedl a usadil tisíce Pečenhů (kolem poloviny 11. století) na pole u Srediky, Niše a Euzapele, a rozprostřel je všechny, přičemž jim odňal všechny zbraně, aby se nemohli spřáhnout.” Pečeněhové se promísili s místním obyvatelstvem, což je prokázáno jak jazykovědně (především místní toponymii), tak antropologicky. S tím koreluje místní legenda, že jméno obce je spojeno s vůdcem (batanem), který stál v čele osadníků během byzantské nadvlády.
Z doby druhé Bulharské říše lze doložit, že se v oblasti opět usadily cizí kmeny – Kumáni. Současné město má středověký původ. První písemné záznamy o něm jsou z doby po pádu Bulharska pod osmanskou nadvládou, přesněji v osmanských berních soupisech z 15. století, kde je uvedeno jako Batanofča, patřící do Sofijského sandžaku. Tato správní příslušnost trvala až do počátku 19. století, odkdy podléhala městu Radomir, jak plyne i z církevních pramenů. V tureckém dokumentu od roku 1721 je zmiňováno jako osada lidí spravujících obchodní cesty. Význam sídla podtrhl rakouský geolog Ferdinand von Hochstetter, když ho zakreslil do své mapy Evropy z roku 1870. Téhož roku byl na místě zničeného středověkého kláštera postaven nový kostel sv. Spasitele s církevní školou.
Po rusko-turecké válce se obec stala součástí Bulharského knížectví. V roce 1882 byla u kláštera otevřena i světská škola. Ekonomický rozvoj byl spjat s uhelnými doly v nedalekém Perniku a také se železniční tratí Sofie-Radomir (1897), na které byla stanice Batanovci jednou z prvních. S výstavbou železnice přišli i noví obyvatelé, kteří se usadili především okolo nádraží. V roce 1911 byl založen závod na keramiku a v roce 1914 akciová společnost Granitoid postavila moderní cementárnu, která se spolu s pobočkami v Plevenu a v obci Zlatna Panega stala základem cementárenství v Bulharsku a před druhou světovou válkou zajišťovala asi 80 % z celkové místní roční produkce 225 000 tun cementu. Jako surovinu využívala vápenec z lomů v blízkém pohoří Golo Bărdo. Společnost Granitoid byla s kapitálem více než 1 miliarda leva ve své době jednou z nejsilnějších. Svoje aktivity rozšířila i na výrobu elektrických strojů pro průmyslové těžební podniky. S příchodem socialistické moci v Bulharsku byl podnik znárodněn (1946), přejmenován a po celý totalitní režim intenzivně využíván.
Mezi léty 1950 a 1991 se jmenovalo Temelkovo  na počest komunistického herce Temelka Nenkova. Po roce 1989 s příchodem tzv. „demokratické změny” byla výroba cementu zrušena, průmyslová základna zlikvidována a vybavení zcela zničeno (rozřezáno na šrot). Odstraněním továrny, která poskytovala živobytí po dobu téměř 100 let, byli lidé z Batanovců donuceni hledat živobytí v blízkém i širokém okolí. Za znepokojující také považují, že dodnes nemají funkční kostel, protože klášterní kostel sv. Spasitele je v chatrném stavu a zůstává zavřený i na Velikonoce.

## Obyvatelstvo
Ve městě žije 2 085 obyvatel a je zde trvale hlášeno 2 167 obyvatel. Podle sčítání 1. února 2011 bylo národnostní složení následující:
- Bulhaři: 2 189 (99.1 %)
- Turci: 3 (0.1 %)
- Romové: 3 (0.1 %)
- ostatní: 13 (0.6 %)